# Мальчик для битья

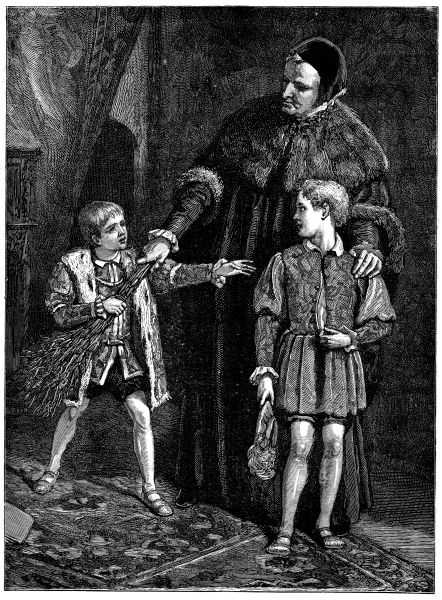
Эдуард VI и мальчик для битья.

Мальчик для битья (англ. whipping boy; нем. Prügelknabe) — мальчик, которого наказывали, когда принц плохо себя вёл или плохо учился.

## История
Мальчики для битья существовали при английском дворе в XV и XVI веках. Причиной появления мальчиков для битья явилась идея о божественных правах королей, в котором говорится, что короли назначаются Богом, и подразумевается, что никто кроме короля не достоин наказывать сына короля. Но поскольку король редко оказывался рядом, чтобы наказать сына, когда это необходимо, воспитателям молодого принца было крайне трудно обеспечить соблюдение правил обучения.
Мальчики для битья, как правило, были благородного происхождения, но не всегда: им мог стать и сирота или подкидыш. Чтобы подобное наказание было эффективным, принц должен был испытывать сильную эмпатию к мальчику для битья. В связи с этим, мальчики для битья воспитывались с принцем с рождения, были его компаньонами по играм и учебным занятиям.
Выражение стало крылатым применительно к тому, кого заставляют расплачиваться за чужую вину.

## В литературе
- В романе Марка Твена «Принц и нищий» мальчик для битья, не подозревая, что «принц» является самозванцем, помогает ему «переучиваться» в тонкостях придворного этикета.
- Детская книга Сида Флейшмана «Мальчик для битья», в которой описываются отношения принца и его мальчика для битья, была награждена «Медалью Ньюбери» в 1987 году.